# Liste der Baudenkmäler in Burgbernheim
Auf dieser Seite sind die Baudenkmäler in der mittelfränkischen Stadt Burgbernheim zusammengestellt. Diese Tabelle ist eine Teilliste der Liste der Baudenkmäler in Bayern. Grundlage ist die Bayerische Denkmalliste, die auf Basis des Bayerischen Denkmalschutzgesetzes vom 1. Oktober 1973 erstmals erstellt wurde und seither durch das Bayerische Landesamt für Denkmalpflege geführt wird. Die folgenden Angaben ersetzen nicht die rechtsverbindliche Auskunft der Denkmalschutzbehörde.

## Ensemble

### Ensemble Wildbad Burgbernheim

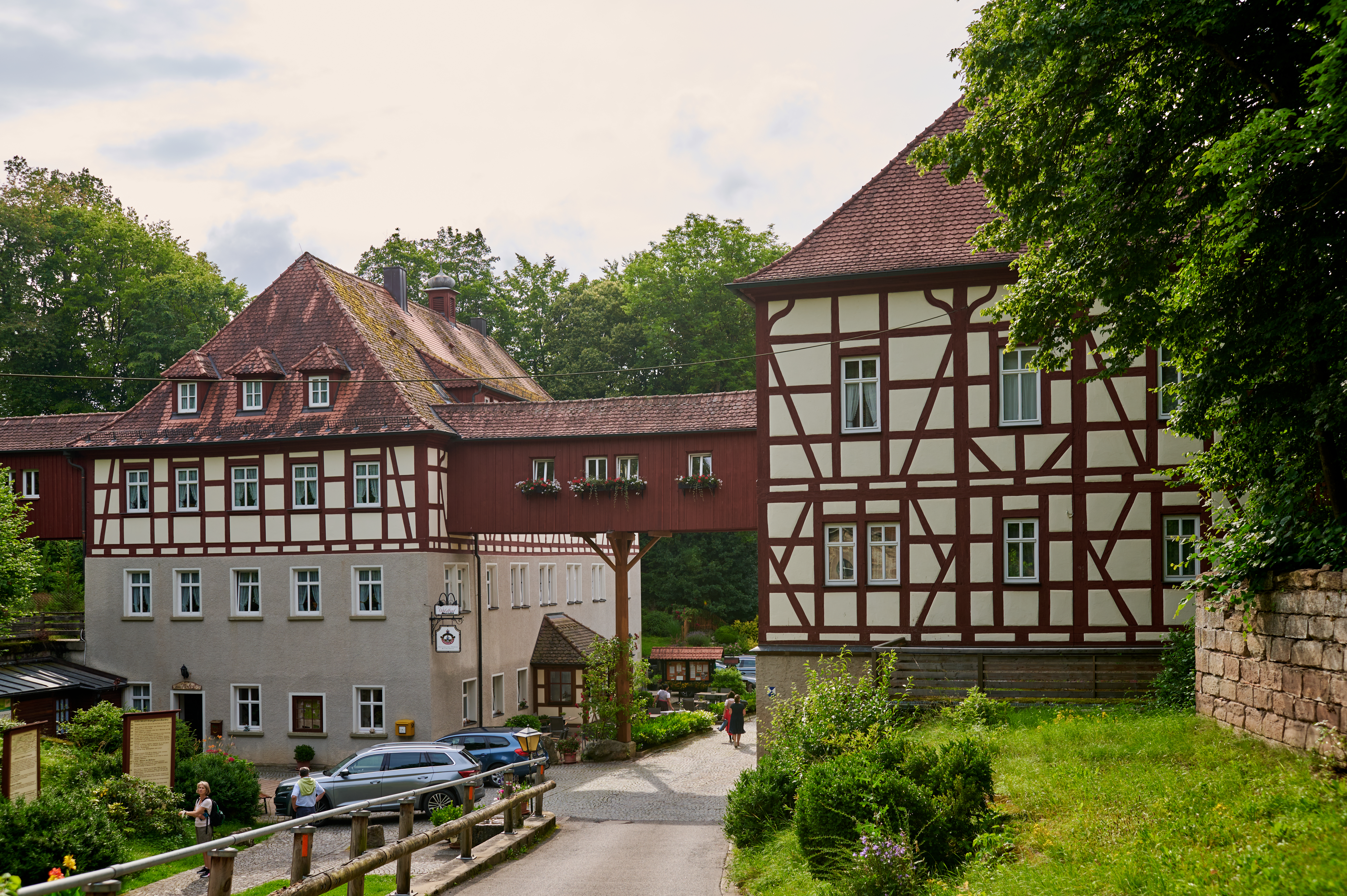
Gasthaus und Kurhaus des Wildbads, von Osten 2020

Das Wildbad Burgbernheim zählt zu den alten Mineralbädern, es wird mit Kaiser Lothar (1125–1137) in Verbindung gebracht und fand auch zur Zeit Kaiser Karl IV. Erwähnung. Für das späte 15. und das späte 16. Jahrhundert sind die ersten Gebäude überliefert, die aber im Dreißigjährigen Krieg verfielen. Im 18. und 19. Jahrhundert nahm das immer klein gebliebene Bad einen neuen Aufschwung. Die wenigen aus dieser Zeit stammenden und auch erhalten gebliebenen Bauten bilden den Kurort. 1714–18 wurden das Kurhaus und auch Alleen neu angelegt; das stattliche Kurhaus mit zwei Fachwerkobergeschossen zeigt an seinem massiven Erdgeschoss eine Datierung von 1718. Gegenüber, und mit dem Kurhaus durch einen von einem mächtigen Ständer getragenen Verbindungsgang verbunden, steht das in gleicher Weise mit Fachwerkobergeschossen versehene Gasthaus. Seine Datierung von 1621 erinnert sogar an einen erhalten gebliebenen älteren Kern. Im 19. Jahrhundert waren zu diesen Bauten auch Badehäuser hinzugekommen; das Badehaus von 1864, ein erdgeschossiger Satteldachbau ehemals mit 10 Badekabinen, ist erhalten. Auf einer terrassierten Anhöhe über dieser im Waldtal zusammengedrängten kleinen Baugruppe hatte der Markgraf C. F. Carl Alexander 1789 von Carl Christian Riedel ein kleines Schloss errichten lassen. Mit diesem Badeschloss reiht sich das Wildbad in die Gruppe der wenigen Badeorte ein, die ihren Ausbau des 18. Jahrhunderts noch erkennen lassen. In seiner Kleinheit und dem Fehlen jeglicher Erweiterung des späten 19. oder gar 20. Jahrhunderts stellt es ein einmaliges Dokument der Kultur- und Medizingeschichte dar. Aktennummer: E-5-75-115-1.

## Baudenkmäler nach Gemeindeteilen

### Burgbernheim
| Lage                                                                   | Objekt                                                           | Beschreibung | Akten-Nr.              | Bild                                          |
| ---------------------------------------------------------------------- | ---------------------------------------------------------------- | --- | ---------------------- | --------------------------------------------- |
| Äußere Bahnhofstraße 59 (Standort)                                     | Bahnhof Burgbernheim-Wildbad, Stationsgebäude                    | Zweigeschossiger Satteldachbau mit Bahnsteigüberdachung, um 1865 von Sigmund Hofreiter; nicht nachqualifiziert | D-5-75-115-1 Wikidata  | Bahnhof Burgbernheim-Wildbad, Stationsgebäude |
| Am Seilersturm 1 (Standort)                                            | Seilersturm                                                      | Rundturm, spätmittelalterlich, mit achtseitigem Fachwerkobergeschoss des 16. Jahrhunderts; nicht nachqualifiziert | D-5-75-115-2 Wikidata  | weitere Bilder                                |
| Bergeler Straße 1 (Standort)                                           | Wohnstallhaus                                                    | Fachwerkobergeschoss, bezeichnet „1799“; nicht nachqualifiziert | D-5-75-115-3 Wikidata  | weitere Bilder                                |
| Erbsengasse 4 (Standort)                                               | Wohnstallhaus                                                    | Verkleidetes Fachwerk, Ende 18. Jahrhundert; nicht nachqualifiziert | D-5-75-115-5 Wikidata  | weitere Bilder                                |
| Erbsengasse 6, 8 (Standort)                                            | Doppelhaus                                                       | Fachwerk, Ende 18. Jahrhundert; nicht nachqualifiziert | D-5-75-115-6 Wikidata  | weitere Bilder                                |
| Erbsengasse 14 (Standort)                                              | Fachwerkwohnstallhaus                                            | Bezeichnet „1780“ und „1823“; nicht nachqualifiziert | D-5-75-115-7 Wikidata  | weitere Bilder                                |
| Hirschengasse 2 (Standort)                                             | Wohnstallhaus                                                    | Mansardhalbwalmdach, 18. Jahrhundert; nicht nachqualifiziert | D-5-75-115-9 Wikidata  | weitere Bilder                                |
| Hirschengasse 4 a (Standort)                                           | Ehemaliges Austragshaus                                          | eingeschossiger Fachwerkbau mit Satteldach, 17. Jahrhundert, Umbauten 18.–19. Jahrhundert | D-5-75-115-10 Wikidata | weitere Bilder                                |
| Innere Bahnhofstraße 1 (Standort)                                      | Mansarddachhaus                                                  | Eingeschossig, verputztes Fachwerk, bezeichnet mit „1800“ | D-5-75-115-11 Wikidata | weitere Bilder                                |
| Innere Bahnhofstraße 3 (Standort)                                      | Walmdachhaus                                                     | Um 1800; nicht nachqualifiziert | D-5-75-115-12 Wikidata | weitere Bilder                                |
| Innere Bahnhofstraße 4 (Standort)                                      | Mansarddachhaus                                                  | Eingeschossig, um 1800; nicht nachqualifiziert | D-5-75-115-13 Wikidata | weitere Bilder                                |
| Kapellenberg (Standort)                                                | Kriegerdenkmal                                                   | Von Lisenen gegliederter Zentralbau, nach Plänen des Architekten Fritz Mayer und Bildhauers Herzog, Nürnberg, um 1925 | D-5-75-115-90 Wikidata | weitere Bilder                                |
| Kapellenbergstraße 1 (Standort)                                        | Ehemaliges Schulhaus                                             | Walmdachbau, verputztes Fachwerk, bezeichnet 1743 | D-5-75-115-18 Wikidata | weitere Bilder                                |
| Kapellenbergweg 1 (Standort)                                           | Evangelisch-lutherische Stadtpfarrkirche St. Johannes der Täufer | Westturm um 1300, Chor 1443, Langhaus 1876 unter Einbau des romanischen Portals, 12. Jahrhundert; mit Ausstattung | D-5-75-115-15 Wikidata | weitere Bilder                                |
| Kapellenbergweg 1 (Standort)                                           | Friedhof                                                         | Mit Grabmälern des 19. Jahrhunderts | D-5-75-115-15 Wikidata | weitere Bilder                                |
| Kapellenbergweg 2 (Standort)                                           | Pfarrhaus                                                        | Mansarddachbau, bezeichnet „1766“; nicht nachqualifiziert | D-5-75-115-16 Wikidata | weitere Bilder                                |
| Kapellenbergweg 3 (Standort)                                           | Torhaus der ehemaligen Kirchhofbefestigung                       | Fachwerkbau über gemauertem Erdgeschoss, bezeichnet „1545“; nicht nachqualifiziert | D-5-75-115-17 Wikidata | weitere Bilder                                |
| Kapellenbergweg 3, Am Sailersturm 1 (Standort)                         | Ehemalige Kirchhofbefestigung                                    | Reste der Befestigungsmauer, spätmittelalterlich; nicht nachqualifiziert | D-5-75-115-17 Wikidata | Ehemalige Kirchhofbefestigung                 |
| Marktplatz 2 (Standort)                                                | Mansarddachbau                                                   | Ende 18. Jahrhundert; nicht nachqualifiziert | D-5-75-115-19 Wikidata | weitere Bilder                                |
| Marktplatz 3 (Standort)                                                | Walmdachhaus                                                     | Ende 18. Jahrhundert; nicht nachqualifiziert | D-5-75-115-20 Wikidata | weitere Bilder                                |
| Marktplatz 6 (Standort)                                                | Wohnhaus                                                         | zweigeschossiger Fachwerkbau mit Mansardwalmdach und Satteldachgauben, Ende 18. / Anfang 19. Jahrhundert | D-5-75-115-21 Wikidata | weitere Bilder                                |
| Obere Kirchgasse 8 (Standort)                                          | Evangelisch-lutherisches Gemeindehaus                            | Mansarddachhaus, bezeichnet „1772“ Hofflügel, Remise und Hofportal; nicht nachqualifiziert | D-5-75-115-22 Wikidata | weitere Bilder                                |
| Obere Marktstraße 1 (Standort)                                         | Walmdachhaus                                                     | Mit Fachwerkobergeschoss, 18. Jahrhundert; nicht nachqualifiziert | D-5-75-115-23 Wikidata | weitere Bilder                                |
| Obere Marktstraße 1 (Standort)                                         | Ehemalige Mikwe im Keller                                        | nicht nachqualifiziert | D-5-75-115-23 Wikidata | BW                                            |
| Obere Marktstraße 2 (Standort)                                         | Wohnstallhaus                                                    | Eingeschossig, mit Mansarddach, verputztes und verkleidetes Fachwerk, 1821; nicht nachqualifiziert | D-5-75-115-24 Wikidata | weitere Bilder                                |
| Obere Rathausgasse 1 (Standort)                                        | Wohnhaus                                                         | Zweigeschossiger Fachwerkbau mit Walmdach, 2. Hälfte 18. Jh. | D-5-75-115-95          | BW                                            |
| Obere Rathausgasse 2 (Standort)                                        | Feuerwehrgerätehaus                                              | Zweigeschossiger Fachwerkbau, wohl um 1800; nicht nachqualifiziert | D-5-75-115-25 Wikidata | weitere Bilder                                |
| Rathausplatz 1 (Standort)                                              | Rathaus                                                          | zweigeschossiger, verputzter Mansarddachbau mit Fledermausgauben, Gesimsgliederung und Dachreiter mit Welscher Haube, 1801 | D-5-75-115-26 Wikidata | weitere Bilder                                |
| Rathausplatz 2 (Standort)                                              | Satteldachhaus                                                   | Verputztes Fachwerk, bezeichnet „1683“; nicht nachqualifiziert | D-5-75-115-27 Wikidata | weitere Bilder                                |
| Rodgasse 1 (Standort)                                                  | Gasthaus                                                         | zweigeschossiger Walmdachbau über L-förmiger Grundlinie, um 1800 | D-5-75-115-28 Wikidata | weitere Bilder                                |
| Rodgasse 3 (Standort)                                                  | Wohnstallhaus                                                    | zweigeschossiger, giebelständiger Fachwerkbau mit Steilsatteldach und Schopf, Obergeschoss auf Umgebinde, bezeichnet mit „1607“ | D-5-75-115-30 Wikidata | weitere Bilder                                |
| Rodgasse 5 (Standort)                                                  | Ehemalige Polizeidienststelle                                    | zweigeschossiger Walmdachbau mit Fachwerkobergeschoss, 1934 | D-5-75-115-31 Wikidata | weitere Bilder                                |
| Rodgasse 6 (Standort)                                                  | Wohnhaus                                                         | zweigeschossiger, verputzter Eckbau mit Walmdach und Gesimsgliederung, bezeichnet mit „1847“ | D-5-75-115-32 Wikidata | weitere Bilder                                |
| Rodgasse 8 (Standort)                                                  | Wohnstallhaus                                                    | Eingeschossig, mit Mansarddach, bezeichnet mit „1812“ | D-5-75-115-33 Wikidata | weitere Bilder                                |
| Rodgasse 9 (Standort)                                                  | Wohnhaus                                                         | eingeschossiger, giebelständiger Fachwerkbau mit steilem Mansarddach, bezeichnet mit „1856“ | D-5-75-115-34 Wikidata | weitere Bilder                                |
| Rodgasse 18 (Standort)                                                 | Fachwerkwohnstallhaus                                            | Eingeschossig, 18. Jahrhundert; nicht nachqualifiziert | D-5-75-115-35 Wikidata | weitere Bilder                                |
| Rodgasse 20 (Standort)                                                 | Fachwerkwohnstallhaus                                            | Eingeschossig, 18. Jahrhundert; nicht nachqualifiziert | D-5-75-115-36          | weitere Bilder                                |
| Rodgasse 22 (Standort)                                                 | Wohnstallhaus                                                    | Eingeschossig, mit Fachwerkgiebel, 17./18. Jahrhundert; nicht nachqualifiziert | D-5-75-115-37 Wikidata | weitere Bilder                                |
| Roßmühlgasse 6 (Standort)                                              | Ehemaliges zweites Pfarrhaus                                     | Fachwerkhaus, bezeichnet „1718“; nicht nachqualifiziert | D-5-75-115-39 Wikidata | weitere Bilder                                |
| Roßmühlgasse 8 (Standort)                                              | Rossmühle                                                        | Walmdachbau, Erdgeschoss 1558, Fachwerkobergeschoss 1681; nicht nachqualifiziert | D-5-75-115-40 Wikidata | weitere Bilder                                |
| vor Rothenburger Straße 1, an der Futtermauer des Sulzbachs (Standort) | Aufsatz mit Inschrift                                            | Bezeichnet „1798“; nicht nachqualifiziert | D-5-75-115-57 Wikidata | weitere Bilder                                |
| Rothenburger Straße 2 (Standort)                                       | Wohnstallhaus                                                    | eingeschossiger, giebelständiger Satteldachbau mit Fachwerkgiebel, auf hohem Kellerfundament, 17./18. Jahrhundert | D-5-75-115-41 Wikidata | weitere Bilder                                |
| Rothenburger Straße 8 (Standort)                                       | Fachwerkwohnstallhaus                                            | Eingeschossig, bezeichnet mit „1848“ | D-5-75-115-42 Wikidata | weitere Bilder                                |
| Rothenburger Straße 12 (Standort)                                      | Wappenstein                                                      | Bezeichnet „1694“; nicht nachqualifiziert | D-5-75-115-43 Wikidata | weitere Bilder                                |
| Rothenburger Straße 14 (Standort)                                      | Keilstein                                                        | Bezeichnet „1865“; nicht nachqualifiziert | D-5-75-115-44 Wikidata | weitere Bilder                                |
| Rothenburger Straße 18 (Standort)                                      | Herrenscheuer                                                    | Fachwerkbau, 2. Hälfte 16. Jahrhundert | D-5-75-115-45 Wikidata | weitere Bilder                                |
| Schloßgasse 6 (Standort)                                               | Ehemaliges Riderschlösschen                                      | Walmdachbau, mit Treppenturm, im Kern 18. Jahrhundert, stark verändert; nicht nachqualifiziert | D-5-75-115-46 Wikidata | weitere Bilder                                |
| Schloßgasse 6 (Standort)                                               | Pfeilerportal                                                    | Bezeichnet „1787“; nicht nachqualifiziert | D-5-75-115-46 Wikidata | weitere Bilder                                |
| Schloßgasse 14 (Standort)                                              | Petruskopf                                                       | Um 1480; nicht nachqualifiziert | D-5-75-115-47 Wikidata | weitere Bilder                                |
| Schloßquergasse 1 (Standort)                                           | Satteldachhaus                                                   | Fachwerk, bezeichnet „1815“; nicht nachqualifiziert | D-5-75-115-48 Wikidata | BW                                            |
| Schwebheimer Gasse 9, 11 (Standort)                                    | Frackdachhaus                                                    | Fachwerk, 17.–18. Jahrhundert | D-5-75-115-49 Wikidata | weitere Bilder                                |
| Uhrmachergasse 1 (Standort)                                            | Bürgerhaus                                                       | Mit Fachwerkobergeschoss, Mitte 19. Jahrhundert (dendrochronologisch datiert auf 1848), Ladeneinbau Anfang 20. Jahrhundert; nicht nachqualifiziert | D-5-75-115-91 Wikidata | weitere Bilder                                |
| Uhrmachergasse 2, Friedenseicheplatz 2 (Standort)                      | Wohnstallhaus                                                    | zweigeschossiger, giebelständiger Fachwerkbau mit Frackdach mit Schopf und hohem Kellergeschoss, ehemals bezeichnet mit „1563“, verändert 18./19. Jahrhundert; Scheune, eingeschossiger, giebelständiger Satteldachbau mit Fachwerkgiebel, 18. / frühes 19. Jahrhundert | D-5-75-115-50 Wikidata | weitere Bilder                                |
| Untere Marktstraße 1 (Standort)                                        | Mansarddachhaus                                                  | Mit Fachwerkobergeschoss, Ende 18. Jahrhundert; nicht nachqualifiziert | D-5-75-115-51 Wikidata | BW                                            |
| Wassergasse 1 (Standort)                                               | Balkeninschrift                                                  | 1782; nicht nachqualifiziert | D-5-75-115-52 Wikidata | weitere Bilder                                |
| Wassergasse 6 (Standort)                                               | Mansarddachhaus                                                  | Bezeichnet mit „1844“; nicht nachqualifiziert | D-5-75-115-53 Wikidata | weitere Bilder                                |
| Wassergasse 8 (Standort)                                               | Fachwerkhaus                                                     | Eingeschossig, mit Mansarddach, bezeichnet mit „1815“; nicht nachqualifiziert | D-5-75-115-54 Wikidata | weitere Bilder                                |
| Wassergasse 8 (Standort)                                               | Scheune                                                          | Zugehörig, mit Krüppelwalm; nicht nachqualifiziert | D-5-75-115-54 Wikidata | BW                                            |
| Windsheimer Straße 2 (Standort)                                        | Gasthaus Hirschen                                                | Mansarddachbau, bezeichnet mit „1818“; nicht nachqualifiziert | D-5-75-115-55 Wikidata | weitere Bilder                                |
| Windsheimer Straße 6 (Standort)                                        | Satteldachhaus                                                   | Zweigeschossig, Fachwerkgiebel mit Schopfwälmchen, 16./17. Jahrhundert, sonst massiv im 19. Jahrhundert erneuert; nicht nachqualifiziert | D-5-75-115-56 Wikidata | weitere Bilder                                |
| Windsheimer Straße 6 (Standort)                                        | Neubarocke Haustür                                               | Um 1910; nicht nachqualifiziert | D-5-75-115-56 Wikidata | BW                                            |
| Windsheimer Straße 14 (Standort)                                       | Hofanlage                                                        | Zweigeschossiges Wohnstallhaus, Fachwerk verputzt, 18. bis frühes 19. Jahrhundert; nicht nachqualifiziert | D-5-75-115-88 Wikidata | weitere Bilder                                |
| Windsheimer Straße 14 (Standort)                                       | Hofanlage                                                        | Stattliche Fachwerkscheune, bezeichnet mit „1634“; nicht nachqualifiziert | D-5-75-115-88 Wikidata | weitere Bilder                                |

### Buchheim
| Lage                          | Objekt                                          | Beschreibung | Akten-Nr.              | Bild           |
| ----------------------------- | ----------------------------------------------- | --- | ---------------------- | -------------- |
| Am Schwarzenweg 6 (Standort)  | Wohnstallhaus                                   | Eingeschossig, bezeichnet mit „1853“ | D-5-75-115-64 Wikidata | weitere Bilder |
| Am Schwarzenweg 6 (Standort)  | Scheune                                         | nördlich angebaut, Sandsteinquaderbau mit Schopfwalmdach, teilweise Fachwerk, bez. 1821                                                                                             | D-5-75-115-64 Wikidata | weitere Bilder |
| Am Schwarzenweg 6 (Standort)  | Scheune                                         | quergestellt, Sandsteinquaderbau mit Satteldach, teilweise Fachwerk, Ende 18./Anfang 19. Jh.                                                                                        | D-5-75-115-64 Wikidata | weitere Bilder |
| Dorfstraße 1 (Standort)       | Wohnstallhaus                                   | Mit Fachwerkobergeschoss, bezeichnet mit „1846“ | D-5-75-115-61 Wikidata | weitere Bilder |
| Hauptstraße 5 (Standort)      | Ehemaliges Pfarrhaus                            | Zweigeschossiger Walmdachbau mit Sandsteingliederung, um 1900 | D-5-75-115-92 Wikidata | weitere Bilder |
| Kirchgasse 8 (Standort)       | Evangelisch-lutherische Pfarrkirche St. Blasius | Im Kern spätmittelalterlich, 1707–09 ausgebaut; mit Ausstattung | D-5-75-115-58 Wikidata | weitere Bilder |
| Kirchgasse 8 (Standort)       | Kirchhofbefestigung                             | Spätmittelalterlich, kreisförmiger Graben und Mauerreste | D-5-75-115-59 Wikidata | weitere Bilder |
| Raiffeisenstraße 3 (Standort) | Fachwerkwohnstallhaus                           | Eingeschossig, Ende 18. Jahrhundert | D-5-75-115-62 Wikidata | weitere Bilder |
| Raiffeisenstraße 4 (Standort) | Haustafel                                       | Bezeichnet mit „1795“ | D-5-75-115-63 Wikidata | weitere Bilder |
| Rannachmühle 1 (Standort)     | Rannachmühle                                    | Mühlengebäude, zweigeschossiger, massiver Walmdachbau, Obergeschoss zum Teil Fachwerk, 1574 (dendrochronologisch datiert), Umbau bezeichnet mit „1794“; mit technischer Ausstattung | D-5-75-115-72 Wikidata | weitere Bilder |
| Rannachmühle 1 (Standort)     | Austragshaus                                    | zweigeschossiger Mansardwalmdachbau mit massivem Erd- und Fachwerkobergeschoss, 2. Hälfte 19. Jh.                                                                                   | D-5-75-115-72          | BW             |
| Rannachmühle 1 (Standort)     | Scheune                                         | eingeschossiger Krüppelwalmdachbau, z. T. massiv, z. T. Fachwerk, 1830 | D-5-75-115-72          | weitere Bilder |
| Rannachmühle 1 (Standort)     | Kellerhaus                                      | niedriger Sandsteinquaderbau mit Steilsatteldach, Fachwerkgiebel und Kellergewölben aus Sandsteinquadern, 18./frühes 19. Jh.                                                        | D-5-75-115-72          | weitere Bilder |
| Rannachmühle 1 (Standort)     | Mühlenweiher                                    | künstliche, zum Teil von Steinmauern eingefasste Bachaufstauung, an der Westseite hohe Staumauer aus Sand- und Kalksteinen, 18./frühes 19. Jh.                                      | D-5-75-115-72          | BW             |
| Friedhof (Standort)           | Friedhofsmauer                                  | 17./18. Jahrhundert | D-5-75-115-60 Wikidata | weitere Bilder |

### Hagenmühle
| Lage                    | Objekt                                 | Beschreibung | Akten-Nr.              | Bild |
| ----------------------- | -------------------------------------- | --- | ---------------------- | ---- |
| Hagenmühle 1 (Standort) | Ehemalige Mühle, sogenannte Hagenmühle | Zweigeschossiger Walmdachbau mit Fachwerkobergeschoss und Walmdachzwerchhaus, 1805                                                 | D-5-75-115-65 Wikidata | BW   |
| Hagenmühle 1 (Standort) | Scheune                                | eingeschossiger Fachwerkbau mit nach Norden zur Hälfte abgewalmten Satteldach, um 1800, Erweiterung nach Süden und Osten bez. 1876 | D-5-75-115-65 Wikidata | BW   |

### Pfaffenhofen
| Lage                                | Objekt                                           | Beschreibung | Akten-Nr.              | Bild           |
| ----------------------------------- | ------------------------------------------------ | --- | ---------------------- | -------------- |
| in Pfaffenhofen (Standort)          | Alexanderbrunnen                                 | Obeliskenbrunnen mit Steinbänken, bezeichnet „1783“                                                                 | D-5-75-115-75 Wikidata | weitere Bilder |
| Rannach (Standort)                  | Rannachbrücke                                    | 1779–80, nach Plan von Johann David Steingruber; nicht nachqualifiziert, im Bayerischen Denkmalatlas nicht kartiert | D-5-75-115-76 Wikidata | weitere Bilder |
| Pfaffenhofen 19 (Standort)          | Evangelisch-lutherische Pfarrkirche St. Nikolaus | Chorturmkirche, Turmuntergeschoss 14. Jahrhundert, Langhaus 1733–34; mit Ausstattung                                | D-5-75-115-66 Wikidata | weitere Bilder |
| Pfaffenhofen 5, 8, 9, 19 (Standort) | Kirchhofmauer                                    | | D-5-75-115-66 Wikidata | weitere Bilder |
| Pfaffenhofen 1 (Standort)           | Ziegelmühle                                      | Walmdachbau, bezeichnet mit „1800“                                                                                  | D-5-75-115-74 Wikidata | BW             |
| Pfaffenhofen 4 (Standort)           | Simonsmühle                                      | Walmdachbau mit Fachwerkobergeschoss, 18./19. Jahrhundert                                                           | D-5-75-115-73 Wikidata | BW             |
| Pfaffenhofen 6 (Standort)           | Haustafel                                        | Bezeichnet „1782“                                                                                                   | D-5-75-115-67 Wikidata | BW             |
| Pfaffenhofen 7 (Standort)           | Wohnstallhaus                                    | Eingeschossig, mit Mansarddach und Fachwerkgiebel, erste Hälfte 19. Jahrhundert                                     | D-5-75-115-68 Wikidata | weitere Bilder |
| Pfaffenhofen 8 (Standort)           | Haustafel                                        | Bezeichnet „1751“                                                                                                   | D-5-75-115-69 Wikidata | BW             |
| Pfaffenhofen 13 (Standort)          | Satteldachbau                                    | Erdgeschoss 1803, Fachwerkobergeschoss 17./18. Jahrhundert                                                          | D-5-75-115-70 Wikidata | weitere Bilder |
| Pfaffenhofen 16 (Standort)          | Fachwerkkleinhaus                                | Mit Mansarddach, bezeichnet „1808“                                                                                  | D-5-75-115-71 Wikidata | weitere Bilder |

### Schwebheim
| Lage                          | Objekt                                             | Beschreibung                                            | Akten-Nr.              | Bild           |
| ----------------------------- | -------------------------------------------------- | ------------------------------------------------------- | ---------------------- | -------------- |
| Alte Schulstraße 8 (Standort) | Ehemaliges Schulgebäude                            | Halbwalmdachbau, 1800 mit Aufstockung von 1878          | D-5-75-115-89 Wikidata | weitere Bilder |
| Alte Schulstraße 8 (Standort) | Holzlege                                           | Zugehörig, mit Schulabort                               | D-5-75-115-89 Wikidata | BW             |
| Alte Schulstraße 9 (Standort) | Halbwalmdachhaus                                   | Fachwerk, um 1800                                       | D-5-75-115-81 Wikidata | weitere Bilder |
| Alte Schulstraße 9 (Standort) | Scheune                                            | Zugehörig, erste Hälfte 19. Jahrhundert                 | D-5-75-115-81 Wikidata | BW             |
| Hauptstraße 12 (Standort)     | Ehemaliges Pfarrhaus                               | Walmdachhaus, zweite Hälfte 18. Jahrhundert             | D-5-75-115-79 Wikidata | weitere Bilder |
| Hauptstraße 14 a (Standort)   | Friedhof                                           | Grabmäler des 19. Jahrhunderts                          | D-5-75-115-78 Wikidata | BW             |
| Hauptstraße 14 a (Standort)   | Evangelisch-lutherische Pfarrkirche St. Laurentius | Turm 13. Jahrhundert, Langhaus um 1700; mit Ausstattung | D-5-75-115-77 Wikidata | weitere Bilder |
| Hauptstraße 14 a (Standort)   | Kirchhofmauer                                      | Um 1600                                                 | D-5-75-115-77 Wikidata | weitere Bilder |
| Hauptstraße 25 (Standort)     | Fachwerkscheune                                    | Bezeichnet „1832“; nicht nachqualifiziert               | D-5-75-115-80 Wikidata | BW             |

### Wildbad
| Lage                                          | Objekt            | Beschreibung                                  | Akten-Nr.              | Bild           |
| --------------------------------------------- | ----------------- | --------------------------------------------- | ---------------------- | -------------- |
| Burgbernheimer Wald (Standort)                | Hirschteich       | Anlage des 18. Jahrhunderts zur Hirschhatz    | D-5-75-115-87 Wikidata | BW             |
| Im Wald südsüdöstlich des Wildbads (Standort) | Steinstele        | Bezeichnet „1753“; nicht nachqualifiziert     | D-5-75-115-86 Wikidata | weitere Bilder |
| Wildbad 4 (Standort)                          | Kurhaus           | Walmdachbau, bezeichnet „1718“                | D-5-75-115-83 Wikidata | weitere Bilder |
| Wildbad 2 (Standort)                          | Gasthaus          | Walmdachbau, bezeichnet „1621“                | D-5-75-115-82 Wikidata | weitere Bilder |
| Wildbad 3 (Standort)                          | Markgrafenschloss | Dreiflügelbau, 1789 von Carl Christian Riedel | D-5-75-115-84 Wikidata | weitere Bilder |
| Wildbad 4 (Standort)                          | Badehaus          | Erdgeschossiger Satteldachbau, 1864           | D-5-75-115-85 Wikidata | weitere Bilder |

## Ehemalige Baudenkmäler
In diesem Abschnitt sind Objekte aufgeführt, die früher einmal in der Denkmalliste eingetragen waren, jetzt aber nicht mehr. Objekte, die in anderem Zusammenhang also z. B. als Teil eines Baudenkmals weiter eingetragen sind, sollen hier nicht aufgeführt werden. Aktennummern in diesem Abschnitt sind ehemalige, jetzt nicht mehr gültige Aktennummern.

| Lage                           | Objekt         | Beschreibung                               | Akten-Nr.              | Bild           |
| ------------------------------ | -------------- | ------------------------------------------ | ---------------------- | -------------- |
| Burgbernheim Bergeler Straße 5 | Fachwerkhaus   | Eingeschossig, 18. Jahrhundert             | D-5-75-115-4 Wikidata  | weitere Bilder |
| Burgbernheim Rodgasse 2        | Kleinbauernhof | mit Fachwerkgiebel, Anfang 19. Jahrhundert | D-5-75-115-29 Wikidata | Kleinbauernhof |